# کراپکوویتسه
کراپکوویتسه (به لهستانی:  Krapkowice) یک شهر و گمینا در لهستان است که در گمینا کراپکوویتسه واقع شده‌است. کراپکوویتسه ۲۰٫۹۱ کیلومتر مربع مساحت و ۱۷٬۸۴۰ نفر جمعیت دارد.

## خواهرخوانده
شهرهای ویسن، ابرسباخ نویگرسدورف و نویگرسدورف خواهرخوانده‌های کراپکوویتسه هستند.